# アレックス (ストリートファイター)
アレックス (Alex) は、カプコンの対戦型格闘ゲーム『ストリートファイターIII』シリーズなどに登場する架空の人物。

## 概要
『ストリートファイターIII』（以下『ストIII』）で初登場。従来の『ストリートファイター』シリーズの主人公であるリュウに代わる、新世代（ニュージェネレーション）の主人公として誕生した。『ストIII』における「New Generation」「You can't escape!」などのサブタイトルやキャッチコピーは、アレックスを象徴するキーワードでもある。
かつて大ヒットした『ストリートファイターII』（以下『ストII』）シリーズの正統な続編として「まったく新しいストリートファイター」を目指して開発されていた『ストIII』では、開発当初、プレイヤーキャラクターにリュウやケンを登場させるつもりはなく、プレイヤーキャラクターは全員新キャラクターを起用する予定だった。その中でもひと目で格闘家とわかる体格のアレックスが主人公だと決まっていたのだが、開発が難航した結果、最終的にはリュウやケンを脇役に設定した上での主人公として登場することとなる。また、元々はベーシックなキャラクターになる予定だったが、事情により別の投げキャラクター（ヒューゴー）が次回作に持ち越されたため、アレックスのイメージが現在のものとなった。
なお、アレックスが正式に主人公として設定されているのは『ストIII』シリーズだけであり、それ以降のシリーズ作品の主人公に関しては別キャラクターが設定されている。

## キャラクターの設定
アメリカ合衆国出身、ニューヨーク・マンハッタン在住。鍛え抜かれた逞しい肉体を持つ若き格闘家で、レスリングを主体とするパワフルな打撃と投げ技を得意とする。長く伸ばした金髪と、頭に巻いた赤いバンダナが特徴。
『ストリートファイターIII』1作目（以下『1st』）と『ストリートファイターIII 2nd IMPACT』（以下『2nd』）では、父の親友でトレーナーも務めるトムが金髪の男（ギル）に倒され重傷を負い、その男を追うためにストリートファイトに身を投じることになる。
『ストリートファイターIII 3rd STRIKE』（以下『3rd』）では（『1st』『2nd』での経験で）ストリートファイトの奥深さに魅せられ、まだ見ぬ強敵たちを求めて再びトムのもとを飛び出してゆく。
物事をはっきり言う性格。そのためそれがトラブルの原因となることも多いが、真面目で格闘に対しても真摯である。年齢は若いが、言動は落ち着いている。大きな体躯から繰り出されるパワフルな投げ技とパンチ力を武器とした格闘スタイルで戦う。とある大会において『ストII』シリーズに登場していたマイク・バイソンをロングフック一撃でKOするなど実力も高い。
トムとその娘であるパトリシアと3人で暮らしており、パトリシアからは「アレク」の愛称で呼ばれ、彼女のことは「パット」と呼んでいる。また、『CAPCOM FIGHTING Jam』ではデミトリのミッドナイトブリスを受けるとパトリシアの姿に変わることがある。
『ストIII』より前の時代設定となる『ストリートファイターV』（以下『ストV』）ではSeason1の追加キャラクターとして公開されている。ニューヨークステージ「City in chaos」では背景に登場し、車の修理をしている様子が見られ、2ラウンド目以降は車の修理を諦めて試合を観戦している。試合が終了すると楽しそうに拍手をする。なお、「City in chaos」でプレイヤーがアレックスを選択すると背景からアレックスが消えている。
『ストV』のストーリーモードでは、トムの家に暮らしていて、今はトレーラーハウスに暮らしているが住所変更をしていないため招待状などは全てパトリシアが届けてくれている描写がある。ある日、昼食を食べて昼寝をしたアレックスは目を覚ますと謎の研究施設（シャドルー基地）に攫われて、シャドルー実験体222222号とF.A.N.Gに名づけられ「ASシミュレーション」でダン、E.本田、ハカン、バーディー、春麗、リュウのコピーと闘わされる。出口が見当たらない実験室であり、ファイターとの戦いで実験室自体を破壊しようとしたためF.A.N.Gに強制的に返された。その後、「基地での活躍」という名目でラシードの友人の研究員から王冠の形をしたトロフィー（制御キー）を贈られる。
『ストIII』では肩に赤いペイントがあるが、『ストV』では肩にサスペンダーを通したデザインに変更されている。アートディレクターの亀井敏征は、「『ストIII』のペイントは修行時代のサスペンダーの名残りだと解釈してデザインした」と語っている。
ディレクターの中山貴之によると、「『ストV』のデザインメモには年齢は17歳と書いてあったりするが、実際にはもう少し年上」だという。また、オリジナルの『ストIII』のデザインが完璧だったため、『ストV』ではそこから逆算したデザインにしたと語っている。

### 他キャラクターとの関係
『2nd』のオープニングデモではヒューゴーとライバルキャラクターのように描かれている。対戦前には、身体が密着するほど近付いてにらみ合う演出が入る。
ギルとの対戦後のストーリーである『3rd』では、リュウとの対戦を希望するようになる。
『CAPCOM FIGHTING Jam』のエンディングでは、『ファイナルファイト』シリーズのマイク・ハガーとも対戦している。
『タツノコ VS. CAPCOM』に登場した際は、様々なキャラクターたちと交流し、親交を深めた。エンディングでニューヨークに戻ってきた後も、その実力を見込まれてガッチャマンの敵対組織「ギャラクター」の勧誘を受けている。初めは彼らを相手にしていなかったが、隊員の一人にリュウとその生き方を侮辱されると態度が一変し、相手を殴り倒して戦いを挑んでいる。家庭用版での追加ムービーでは、銃弾の雨の中をかいくぐり「フラッシュチョップ」でバズーカを切り裂くなど、超人的な強さでギャラクターを圧倒する姿を見せる。また、ヤッターマン1号のエンディングでは緑の覆面の「ヤッターマン5号」として登場している（この時は日本語で自己紹介をしている。照れ気味なリュウとは対照的に乗り気な様子だった）。

### 関係者
トム
ニューヨークでジムを経営するアレックスのトレーナー。軍を退き総合格闘家として活躍していたが、ある事件をきっかけに引退して現在に至る。
『1st』『2nd』のエンディングではギルとのストリートファイトに敗れ、アレックスとパトリシアに看取られている時、アレックスにストリートファイトの世界を見てこいと言い、静かに眠るも、数日後怪我が治った。『3rd』でのエンディングではキャンプの約束を破ってまでリュウとの参戦を望むアレックスの手紙を読み、アレックスにライバルが見つかったことに安心した。
身長は189cm。体重は79kg。血液型はA型。誕生日は7月29日。好きなものはトレーニング、パトリシア、クロワッサン。嫌いなものは排気ガスとネズミ。
パトリシア
声 - 桑原由気（ストV）
トムの一人娘。父であるトムのことは「パパ」と呼んでいる。髪型はオレンジ色のロングヘア。一人称は「わたし」。性格は人懐っこく少しお節介。得意料理はサンドウィッチ。ホラー映画は苦手だがついつい見てしまう。アレックスのことは「アレク」と呼んでいる。ただし、『1st』『2nd』のエンディングでは普通に「アレックス」と呼んでいた。
服装においては『1st』『2nd』のエンディングと『ストV』のストーリーモードではスカイブルーを基調としたワンピースとブーツ、『3rd』のエンディングでは緑色のトップスと白いカーゴショートパンツである。
身長は162cm。体重は「ひみつ」と表記されている。血液型はA型。誕生日は9月14日。好きなものはトムと料理。嫌いなものは怖い話と飛行機。

## ゲーム上の特徴
2D対戦格闘ゲームの主人公には珍しく、プロレス技を主体としたパワー系キャラクター。しかし、ある程度のスピードも持ち合わせている。最大体力値やスタン（気絶）耐久値も比較的高めである。また、アレックスの特定の技は相手の背後から当てると技が変化し、威力が高くなるのも特徴のひとつである。

## 技の解説

### 通常技
『ストリートファイターIII』と『ストリートファイターV』の技名称を記載。
| 操作     | 立ち（近距離）          | 立ち（遠距離）          | しゃがみ                              | 垂直ジャンプ                    | 斜めジャンプ                    |                                 |
| -------- | ----------------------- | ----------------------- | ------------------------------------- | ------------------------------- | ------------------------------- | ------------------------------- |
| 弱パンチ | ボディブロー            | ジャブ / エルボー       | ローナックル                          | ハンドスタンプ / サイドチョップ | ハンドスタンプ / サイドチョップ | ハンドスタンプ / サイドチョップ |
| 中パンチ | エルボー / ボディブロー | エルボー / ボディブロー | 地獄突き                              | サイドチョップ / ハンドスタンプ | サイドチョップ / ハンドスタンプ | サイドチョップ / ハンドスタンプ |
| 強パンチ | ハンマーパンチ          | ハンマーパンチ          | タックル                              | エリアルチョップ                | エリアルチョップ                | エリアルチョップ                |
| 弱キック | ローキック              | ローキック              | クラウチングキック / グランドロー(※3) | フライングニー                  | フライングニー                  | フライングニー                  |
| 中キック | ニーアタック            | ミドルキック            | クラウチングキック                    | ニールキック                    | ニールキック                    | ニールキック                    |
| 強キック | ロングキック            | ロングキック            | ラウンドキック                        | ドロップキック                  | ドロップキック                  | ドロップキック                  |

### Vシステム
ビッグブーツ
Vリバーサル。上段の足刀蹴りで反撃する。
ウォーハンマー
Vシフトブレイク。

#### Vトリガー
レイジシフト [I]
全身から湯気を出すほど身体を熱くさせ、フルパワーになる。「スレッジハンマー」（後述）が使用できるようになる。
レイジブースト [II]
全身から湯気を出すほど身体を熱くさせ、限界を超える。「スウィングDDT」（後述）と「チョークスリーパー」（後述）が使用できるようになる。

#### Vスキル
オーバーホール [I]
『ストIII』のパーソナルアクションと同じ動作でその場で肩を回して力を溜める。その後、打撃攻撃をヒットさせると「ハードヒット」となり、カウンターヒットやクラッシュカウンターと同様の効果が発生する。ただし、攻撃をガードされたり、相手の攻撃を食らうとその効果は無くなる。
オーバーチェイン [II]
その場で体をほぐす動作をする。その後に「フラッシュチョップ」、「スラッシュエルボー」、「エアスタンピート」を出すと他の打撃必殺技や「エアニースマッシュ」でキャンセル可能になる。技を出すか、相手の攻撃を食らうとその効果は無くなる。

### 投げ技
ボディスラム
相手を持ち上げるように抱え、地面に投げつける。
フェイスクラッシュチョップ
『ストV』で使用する前方投げ。相手の顔面にチョップを振り下ろす。
レッグトマホーク
『ストV』で使用する後方投げ。相手を自分の背後へ運び、飛び上がって後頭部に蹴りを放つ。

### 特殊技
ヘッドバット
前方に腕を伸ばし、ヒット時は相手を引き寄せて頭突きをお見舞いする。スタン値が高め。
当初はブロッキング可能な技だったが、『2nd』以降はブロッキング不可。いわゆるガード可能な打撃投げ属性である。『タツノコ VS. CAPCOM』では通常投げになっている。
スリーパーホールド
背後から「ヘッドバット」を決めるとこの技に変化し、威力が上昇する。背後から相手を両腕で締めつける。
チョップ
頭上から手刀を振り下ろす技。
フライングクロスチョップ
空中から両手を十字に構えて地上へ突進する技。着地時に前転して受け身を取るためスキが大きいが、空中の相手にヒットさせると上方向へ吹き飛ぶので追い討ちができる。『タツノコ VS. CAPCOM』ではヒット後にパワーボムやハイパーボムなどに繋げることができる。
ラリアット
『3rd』で追加された技。前進しつつ斜め上方向へ腕を振り上げる。『ストV』では前進しないで腕を振り上げる。
『1st』でも設定資料集の中にこの技のラフスケッチが存在しており、当初は起き上がり専用の反撃技という設定だったらしく開発途中で削除されたという。

### ターゲットコンボ
屈弱K・屈中K（クラウチングキック→クラウチングキック）
ターゲットコンボ1。『2nd』以降で追加された。
屈弱K・屈強K（クラウチングキック→ラウンドキック）
ターゲットコンボ2。こちらも『2nd』以降で追加された。

### 必殺技
パワーボム
目の前の相手に掴みかかるコマンド投げで、相手を掴んだまま空中へ飛び上がり地面に叩きつける。
『タツノコ VS. CAPCOM』では空中でも使用可能。また、相手がプレイヤーキャラクターであれば、巨大な相手でも問題なく投げることができるが、この場合は相手の足を掴んで叩きつける。『ストV』でのEX版は「ハイパーボム」となり、空中で1回転する。
バックドロップ / パワードロップ
背後から「パワーボム」を決めると「バックドロップ（パワーバックドロップ）」へと変化し、威力も上がる。
『ストV』では技名が「パワードロップ」となっており、「強フラッシュチョップ」と「スレッジハンマー」ヒット後のみ使用できる。EX版はバックドロップからさらに飛び上がってのバックドロップと、ザンギエフの「アトミックスープレックス」のような動作になる。
フラッシュチョップ
一瞬後ろへ体を反らした後に水平チョップを浴びせる。飛び道具を相殺する効果を持つほか、ヒットすると相手は背中を向けて仰け反るのが特徴。
弱中強の順に発生は遅くなるが威力とのけぞり時間が高くなり、中または強をヒットさせるとのけぞり状態に投げ技を含めた追撃が可能。EX版は2ヒットし、相手はダウンする。また、出始めのやや後退するモーションを利用して相手の投げを逃れることもできる。
『タツノコ VS. CAPCOM』では、強ボタン発動時のみボタンを押し続けることでチャージが可能。その際、最大まで溜めてからヒットさせると後述する「マシンガンチョップ」に変化する。また、同作の家庭用版エンディングではチョップの衝撃波を飛び道具のようにして放ち、飛んできたロケット弾を真っ二つにしている。
マシンガンチョップ
『タツノコ VS. CAPCOM』での必殺技。「フラッシュチョップ」（強）を最大まで溜めてからヒットさせると、この技に変化する。相手をロックし、連続で水平チョップを放って打ちのめしてから最後に吹き飛ばす。
チョークスリーパー
『ストリートファイターV アーケードエディション』（以下『ストV AE』）で追加された、Vトリガー[II]発動中のみ使用可能の掴み技。「フラッシュチョップ」ヒット後に「チョークスリーパー」で締め上げる。弱中強EXのどれからでも、ヒットさえすれば発動できる強力な技。
エアニースマッシュ
斜め上空に跳び膝蹴りを繰り出し、空中の相手を捕えて地面に叩きつける。ブロッキング可能な打撃扱いの対空技で、地上の相手にはヒットしない。EXで出すと地上の相手にも当たるようになり、また地上空中を問わず連続技としてヒットするようになる。
「パワーボム」同様、『タツノコ VS. CAPCOM』では空中でも使用可能。
エアスタンピート
空中へ飛び上がり、両足で相手を踏みつける技。しゃがみガード不能の中段技で、ヒット時はダウンを奪うことができる。EXで出すと相手の位置をサーチするが、『ストV』ではサーチ機能は削除された。
『タツノコ VS. CAPCOM』ではインストカードに表示されていないが、従来と同様のコマンドで出すことができる。
スラッシュエルボー
『2nd』以降の技。体勢を低くしたまま一定距離突進し、肘を振り抜く。
EX版は2ヒットし、『2nd』では2ヒット目を確認をした上で容易にブーメランレイドにつなぐことが可能であったが、『3rd』では2ヒット目にダウンするようになったため、難易度が高くなったものの、1ヒット目を確認後に、SAキャンセルでブーメランレイドにつなげることが可能。
『タツノコ VS. CAPCOM』では、追加コマンドを入力すると、後述する「ドロップキック」へとつながる。
『ストV』では画面端でのみ「強スラッシュエルボー」・「エアニースマッシュ」のコンボが可能。
ドロップキック
『タツノコ VS. CAPCOM』での必殺技。スラッシュエルボーからつながる蹴り技。ヒット時は相手を蹴り飛ばして、パートナーと強制的に交代させる（スナップバック）。
スパイラルD.D.T.
『3rd』でのみの技。低空でジャンプし、地上の立っている相手を掴んで投げる技。
スウィングDDT
『ストV AE』のVトリガー[II]発動中に使用できる。性能は「スパイラルD.D.T」と同じ。
ヘッドクラッシュ
『ストV』で追加された必殺技。低くジャンプして着地と同時に相手を掴むと強力な頭突きを繰り出す。弱中強EX全て1ヒットで相手をダウンさせない点では、特殊技の「ヘッドバット」に近い。
スレッジハンマー
『ストV』で追加された技でVトリガー[I]発動中に使用できる。振りかぶって、大きく踏み込んでラリアットを繰り出す。発動中はアーマー属性が付き、ヒット後は各種必殺技でキャンセルできるほか、強フラッシュチョップのヒット後同様に「パワードロップ」を決められる。
技の出初めに相手の攻撃を無効化する効果があり、連続でコマンドを入力することでリュウの「心眼」のような使い方をすることが可能。また、相手の攻撃を受け止めた場合に限りVゲージも回復する。

### スーパーアーツ / ハイパーコンボ / クリティカルアーツ
（いずれも発動時には専用のSEボイスが発生する）1st-3rd全作でストック数は一律されており、なおかつSA2の3rdのみゲージドットの長さが異なる。
SA1 ハイパーボム
- ストック数 [全作-1] ゲージの長さ [全作-128] （単位：ドット）

バックドロップ2回からパワーボムを決める連続投げ。発動から相手を掴むまでやや間があるが、投げ間合いの広さ・威力・無敵時間とも優秀。
『2nd』以降では背後から決めると「バックドロップボム」というバックドロップを5回連続で決める技に変化し、威力が若干上がる。
『タツノコ VS. CAPCOM』ではLv3専用ハイパーコンボとなっており、バックドロップで地割れ、パワーボムで大爆発を起こす派手な演出が入る。また、プレイヤーキャラクターならば巨大キャラクターにも決まるが、この場合は足を掴んで連続でパワーボムを仕掛ける技に変化する。
SA2 ブーメランレイド
- ストック数 [全作-2] ゲージの長さ [1st・2nd-64/3rd-96] （単位：ドット）

ハンマーパンチ（立ち強パンチ）→フラッシュチョップを2セット出した後にパワーボムで締めるSA。最後のパワーボムは、4発目の攻撃で相手が反転のけぞり状態となるので、大抵バックドロップになる。
相手との距離がある状態では打撃をヒットさせても最後の投げが決まらないという欠点がある（逆に相手との距離が離れていても最後の投げが決まることもあるが、その場合は必ずパワーボムとなる）。
ストック数が2本で、EX必殺技の使用回数が多くなることとSAを決める機会の多さから、現実的にはブーメランレイドが最も多く選択される。『3rd』のみゲージが長い。
SA3 スタンガンヘッドバット
- ストック数 [全作-1] ゲージの長さ [全作-80] （単位：ドット）

素早いジャンプから相手に掴みかかり、頭突きを連発して必ず気絶させるSA。
発動時に自身が飛び上がるタイプの投げ技だが、基本的に空中にいる相手を掴むことはできず、あくまで地上にいる相手にのみ有効な技である。
『タツノコ VS. CAPCOM』では相手がプレイヤーキャラクターならば巨大な相手にも問題なく決まり、その場合はアレックスが相手の頭部にしがみついて頭突きを叩き込む。
CA ヘビーハンマー
フラッシュチョップで相手をひるませ、前のめりになったところを掴みハイパーボムで地面に叩きつけると、その勢いで前転しながら掴み方を変え高く飛び上がり、相手を頭から地面に叩きつける。フィニッシュすると相手は足を延ばした状態で地面にめり込む。ガードされると片腕での3連続チョップになる。

### その他の技
ファイナル・エアー・スラッシャー
開発中止となった『CAPCOM FIGHTING ALL STARS』でのドラマチックフィニッシュ技。技名のみで詳細は不明。

## その他
- アレックスの登場するステージではテーマ曲に『JAZZY-NYC』が使われることが多い。『1st』では(underground edit)、『2nd』では(NY house mix)、『3rd』では(JAZZY-NYC '99)、そして『タツノコ VS. CAPCOM』でも「JAZZY-NYC」のアレンジバージョンとなっている。
- 中平正彦の漫画『RYU FINAL』では最終話に登場し、物語を締めくくるキャラクターとして描かれる。
- 『スーパーストリートファイターIV』で『ストIII』シリーズのキャラクターが登場した際に『ストIII』の主人公であるアレックスについて、プロデューサーの小野義徳に「主人公なのに、出してほしいという声をまったく聞かなくて。やっぱりなと思いました（笑）。まぁ『タツカプ』（『タツノコ VS. カプコン』）で復活できていたからよかったんじゃないかなと」と言及されている[12]。
- 『ストV』の再登場については「北米ではダントツの人気」という理由である[13]。

## 登場作品
- ストリートファイターIII
  - ストリートファイターIII 2nd IMPACT
  - ストリートファイターIII 3rd STRIKE
- ストリートファイターV[14]
- CAPCOM FIGHTING Jam
- タツノコ VS. CAPCOMシリーズ
  - タツノコ VS. CAPCOM CROSS GENERATION OF HEROES
  - TATSUNOKO VS. CAPCOM ULTIMATE ALL-STARS
- SNK VS. CAPCOM 激突カードファイターズ全シリーズ（トレーディングカードゲーム版も含む） - キャラクターカードとして登場。
- 頂上決戦 最強ファイターズ SNK VS. CAPCOM - モノクロ版のネオジオポケット本体に挿して起動した時、ゲームクリア回数を重なると出現するデモ画面に登場する。

## 担当声優
- マイケル・サマーズ（『1st』〜『2nd』）
- パトリック・ギャラガン（『3rd』、『CAPCOM FIGHTING Jam』）
- 安元洋貴（『タツノコ VS. CAPCOM CROSS GERENRATION HEROES』）
- 浅沼晋太郎 （『ストリートファイターV』日本語ボイス[15]）
- マーク・ウィッテン（『ストリートファイターV』英語ボイス）